# Musée de l'ardoise de Renazé
 (avril 2025).
Pour les articles homonymes, voir Musée de l’ardoise.
Le musée de l'ardoise de Renazé est situé sur la commune de Renazé, en Mayenne angevine.

## Historique
En 1975, après la fermeture du dernier puits des ardoisières de Renazé, d'anciens mineurs et perreyeurs ou perreyeux décidèrent de préserver la mémoire de ce bassin minier en créant un musée.
Leurs aïeux ont extrait depuis le Moyen Âge, l'ardoise. Renazé fait partie des mines d'ardoise de l'Anjou avec les sites voisins de Noyant-la-gravoyère dans le Haut-Anjou et les importantes mines ardoisière de Trélazé situées dans l'agglomération d'Angers.

## Présentation
Sur ce site minier, entièrement reconstitué autour d'un grand chevalement et d'un puits d'extraction, sont exposés les différentes étapes de l'exploitation minière, depuis le travail du mineur de fond jusqu'aux fendeurs d'ardoise qui travaillent en surface.
La carrière à ciel ouvert telle qu'elle était au XVIIIe siècle et au XIXe siècle, ou encore la maison du mineur. La géologie locale, régionale et nationale sera enfin expliquée, le gisement de Renazé étant lié avec le massif armoricain.
Des démonstrations de fente du schiste sont effectuées devant le public.
Sont présentés, les chariots, les collections d'outillage, la salle des machines.

## Fréquentation
| Année | Entrées gratuites | Entrées payantes | Total |
| ----- | ----------------- | ---------------- | ----- |
| 2001  | 1 500             | 3 895            | 5 395 |
| 2002  | 1 550             | 1 930            | 3 480 |
| 2003  | 1 200             | 1 274            | 2 474 |
| 2004  | 620               | 1 713            | 2 333 |
| 2007  | 1 340             | 1 504            | 2 844 |
| 2008  | 724               | 1 389            | 2 113 |
| 2009  | 412               | 1 579            | 1 991 |
| 2010  | 395               | 900              | 1 295 |
| 2011  | 234               | 1 016            | 1 250 |
| 2012  | 338               | 994              | 1 332 |
| 2013  | 275               | 846              | 1 121 |
| 2014  | 401               | 1 419            | 1 820 |
| 2015  | 501               | 598              | 1 099 |